# Down with Webster
Down with Webster, o DWW, è un gruppo rap rock canadese dell'area The Beaches di Toronto, appartenente all'etichetta Universal Motown.
I DWW hanno venduto oltre 50.000 album e quasi 500.000 singoli. La band ha avuto nomination per i Juno Award, MuchMusic Video Awards e Canadian Radio Music Awards.

## Discografia
- 2007: Down with Webster
- 2009: Time to Win, Vol. 1
- 2011: Time to Win, Vol. 2
- 2013: Party For Your Life